# Leonor López de Còrdova
Leonor López de Còrdova   (Calataiud, 1362 ↔ 1363 - Còrdova, 3 de juliol de 1430 ↔ 11 de juliol de 1430) fou una noble castellana, consellera política de Caterina de Lancaster entre els anys 1406 i 1412 quan exercí la regència del regne de Castella en favor del seu fill Joan II de Castella. És coneguda per haver escrit la primera autobiografia en llengua castellana.

## Biografia
Nasqué a Calatayud entres els anys 1362 i inicis del 1363. Fou filla de Martí López de Còrdova, mestre de les ordres de Calatrava i Alcántara i majordom del rei Pere I de Castella i de Sancha Carrillo, neboda d'Alfons XI de Castella.
Quan tenia set anys el seu pare li concertà un matrimoni amb Ruy Gutiérrez d’Hinestrosa, fill de Joan Fernández d’Hinestrosa, proper al rei Pere. La posició privilegiada de la família es veié amenaçada amb l’arribada al tro del rei Enric I de Castella, motiu pel qual caigueren en desgràcia molts membres de la seva família.
Leonor i el seu marit foren empresonats a les Ataranzas Reales de Sevilla, on romangueren fins l’any 1379. Finalment, el rei anul·là la condemna i Leonor es traslladà a Còrdova juntament amb la seva tieta María García Carrillo. Tot i el perdó reial la noblesa continuà considerant la família com una nissaga ingrata.
Això no obstant, des de Còrdova, Leonor aconseguí el favor de la vídua Catalina de Lancaster, qui tenia la regència de Castella del seu fill Juan II de Castella. Leonor esdevingué la cambrera major i consellera de la regenta des de l’any 1406. La Crònica de Joan II evidencia el poder i la influència de Leonor de Còrdova, i constata que la seva opinió sobre assumptes polítics estava per sobre de la d’importants nobles, prelats i universitaris de la Cort.
La seva etapa com a preferida de la Reina acabà de manera violenta l’any 1412 amb l’arribada a la cort d’una amiga de Leonor, anomenada Inés de Torres, qui debilità la relació entre la reina i ella, arribant a ocupar el seu lloc. També degué instigar la causa de l’infant Ferran d’Antequera, conscient del poder que Leonor havia adquirit a la cort; Leonor li havia demanat que intercedís per ella davant la reina, però aquesta s'hi negà i amenaçà a Leonor per tal que romangués a Còrdova desterrada de la cort, sota pena de mort a la foguera si tornava, retirant a la família de tots els càrrecs palatins.
Leonor visqué la darrera etapa de la seva vida a Còrdova. Tradicionalment s'ha considerat que morí poc després de ser desterrada de la cort, però se sap que dictà testament l’any 1428. Leonor morí entre el 3 i l’11 de juliol del 1430. Fou sepultada a la capella de Sant Tomàs d’Aquino (actualment del Rosari) del convent de Sant Pau de Còrdova, que ella mateixa havia dotat l’any 1409 per tal de destinar-la a esdevenir el panteó familiar.

## Matrimoni i descendència
El seu pare li concertà un matrimoni amb Ruy Gutiérrez d’Hinestrosa, alcalde major de Còrdova, fill de Juan Fernández d’Hinestrosa, gran privat del rei Pere I de Castella i de Sancha González de Villegas. Considerada la jove edat de Leonor, l'enllaç hagué d’esperar fins que ella assolís la majoria d'edat. El matrimoni se celebrà a Carmona (Sevilla) entre 1374 i 1376, durant el seu captiveri. Leonor recorda el seu matrimoni a les seves memòries:
Me casó mi padre de siete años con Ruy Gutiérrez de Henestrosa, hijo de Juan Ferrández de Henestrosa, camarero mayor del señor rey don Pedro y su Chanziller mayor del sello de la puridad, y mayordomo mayor de la reyna doña Blanca su muger, el qual casó con doña María de Haro, señora de Haro y los Cameros; y a mi marido quedáronle muchos vienes de su padre y muchos lugares, y alcanzaba treszientos de a cavallo suyos, a quarenta madejas de aljófar, tan grueso como garvanzos, a quinientos moros e moras y dos mill marcos de plata en bajilla; y las joyas y preseas de su casa no las pudieran escrevir en dos pliegos de papel; y esto le cupo del dicho su padre y madre porque otro fijo y heredero non tenían: a mí me dio mi padre veinte mill doblas en casamiento y residíamos en Carmona con las fijas del señor rey don Pedro, mi marido y yo e mis cuñados, maridos de mis hermanas, y un hermano mío que se llamaba don Lope López de Còrdova Carrillo.
D’aquest matrimoni en nasqueren quatre fills:
1-Juan Fernández de Hinestrosa, que morí a l'edat 12 anys.
2- Gutierre Ruiz de Hinestrosa.
3- Martín López de Hinestrosa, qui primer fou sacerdot o després abandonà la vida religiosa per casar-se amb Beatriz de Quesada, filla de Pedro Díaz de Quesada, senyor de Garcíez.
4- Leonor d'Hinestrosa, que contragué matrimoni amb Juan Alonso Pérez de Guzmán y Castilla, el Pòstum, fill de Juan Alfonso Pérez de Guzmán y Osorio, I Compte de Niebla.

## Obra
És autora d’un escrit titulat Memorias en el qual narra els fets dels quals fou testimoni juntament amb el seu marit. El document original, un relat curt de nou folis escrit davant del notari de Còrdova, es custodiava al convent de Sant Pau, però actualment està perdut. El text es donà a conèixer a partir d’una còpia que es conserva a la Biblioteca Colombina de Sevilla.
El text inicia amb una fórmula notarial: “sepan cuantos esta escriptura vieren”. Està escrit en primera persona i replet de referències a l'escriptura notarial.
Aquestes Memòries foren escrites després que Leonor caigués en desgràcia a la cort, i constitueixen un acte de devoció vers la Verge Maria. Així mateix, el text expressa una disculpa al seu pare. És a dir, el que inicia com un acte de pietat esdevé una defensa del prestigi de la seva família.
Aquesta és la primera autobiografia escrita en llengua castellana.

## Leonor a la literatura
Leonor és la protagonista de la novel·la històrica titulada La vàlida, de l’autora Vicenta María Márquez de la Plata y Ferrandiz. Aquesta novel·la guanyà el III premi de l’Ateneo de Novela Histórica (2009, Sevilla).